# Tấn Minh Đế
Tấn Minh Đế (晋明帝/晉明帝, bính âm: Jìn Míngdì,) (299 – 18 tháng 10, 325), tên thật là Tư Mã Thiệu (司馬紹), tên tự Đạo Kỳ (道畿), là vị Hoàng đế thứ 2 của nhà Đông Tấn, cũng như là Hoàng đế thứ 7 của triều đại Nhà Tấn trong lịch sử Trung Quốc. Trong thời gia trị vì ngắn ngủi của mình (323-325), ông đã lãnh đạo một triều Tấn suy yếu thoát ra khỏi sự chi phối của Vương Đôn (王敦), song sau khi ông băng hà, đế quốc được giao lại cho người con trai còn trẻ của ông là Thành Đế, tình trạng cân bằng quyền lực mà ông đã gây dựng nên đã nhanh chóng bị phá vỡ, dẫn đến Loạn Tô Tuấn (蘇峻) và khiến cho Đông Tấn suy yếu hơn nữa.

## Đầu đời
Tư Mã Thiệu sinh năm 299, là con trai cả của Tư Mã Duệ và người tì thiếp có địa vị thấp kém là Tuân phu nhân, năm 300 bà sinh được một người con trai khác là Tư Mã Bầu (司馬裒). Vợ của Tư Mã Duệ, Ngu Mạnh Mẫu (虞孟母) không có con cái, đã rất ghen tị với Tuân phu nhân và hành hạ bà rất nhiều. Tuân phu nhận không thể chịu đựng nổi, đã kêu nài và bị đẩy ra khỏi gia đình. Tư Mã Thiệu do vậy lớn lên bên cạnh Ngu Mạnh Mẫu, và dường như ông đã có một mối quan hệ thân thiết với bà. Khi còn thơ ấu, ông được coi là người thông minh và nhanh trí, mặc dù vậy, cuối cùng em trai ông là Tư Mã Bầu đã ngày càng được cha sủng ái. Một số nguồn cho rằng mẹ của Tấn Minh Đế, Tuân phu nhân là người Tiên Ti.
Trong khi Tư Mã Duệ trở thành Tả thừa tướng dưới quyền Tấn Mẫn Đế, một Tư Mã Thiệu còn ở độ tuổi thiếu niên đã được giao phụ trách bảo vệ Quảng Lăng. Tư Mã Duệ xưng Tấn vương sau khi Mẫn Đế bị quân Hán Triệu bắt giữa vào năm 316, ông ban đầu muốn đưa Tư Mã Bầu làm thái tử, nhưng sau khi Vương Đạo (王導) chỉ ra rằng theo truyền thống thì con trai cả nên là người kế vị, Tư Mã Thiệu đã được lập làm thái tử. Tư Mã Thiệu vẫn có địa vị này sau khi cha của ông xưng đế (Nguyên Đế) vào năm 318, sau khi Hán Triệu sát hại Mẫn Đế.

## Vai trò thái tử
Trong thân phận thái tử, Tư Mã Thiệu đã cho tìm kiếm những người có tài và đối xử tốt với họ, coi họ như bạn bè thay vì là thuộc cấp. Trong số này có Vương Đạo, Dữu Lượng (庾亮, có em gái Dữu Văn Quân kết hôn với Tư Mã Thiệu), Ôn Kiệu (溫嶠), Hoàn Di (桓彝), và Nguyễn Phóng (阮放). Ông cũng được người đời biết đến với tấm lòng hiếu thảo và các học văn chương. Ông sau đó cũng học thêm võ thuật và thường đến thăm binh lính để khuyến khích họ.
Khi Vương Đôn nổi loạn chống lại Nguyên Đế vào năm 322, kinh thành Kiến Khang đã dễ dàng lọt vào tay họ Vương. Sau khi hay tin Vương Đôn đã chọc thủng tuyến phòng thủ của Kiến Khang, Thiệu Thái tử đã tự mình đến để làm người kháng cự cuối cùng, song Ôn Kiệu đã ngăn ông lại bằng cách cắt đứt những sợi dây thừng khỏi chiến mã của ông. Khi Vương Đôn buộc Nguyên Đế phải khuất phục, y đã nghĩ đến việc phế Thiệu Thái tử bằng cáo buộc sai trái rằng Thái tử không nghe theo lời Nguyên Đế. Tuy nhiên, Ôn Kiệu đã ngăn chặn điều này bằng cách công khai ca ngợi tấm lòng hiếu thảo của Thái tử, khiến cho lời cáo buộc giả dối của Vương Đôn không còn đáng tin cậy.
Đầu năm 323, Nguyên Đế mất trong đau buồn sau khi bị Vương Đôn đánh bại. Thiệu Thái tử kế vị và trở thành Minh Đế.

## Trị vì
Một trong những điều đầu tiên mà Minh Đế thực hiện là tìm mẹ đẻ và đưa bà vào cung. Tuy nhiên, ngoài lòng kính trọng cho người mẹ kế đã chết (mất năm 312 song vẫn có thụy hiệu Hoàng hậu), thì ông không bao giờ ban cho bà thụy hiệu của một hoàng thái hậu và Minh Đế thể hiện sự kính trọng đối với gia tộc của người mẹ kế như đối với gia tộc của một người mẹ, ông đặc biệt gần gũi với anh em trai của Ngu Mạnh Mẫu là Ngu Dận (虞胤). Một vài tháng sau khi lên ngôi, Tuân phu nhân được đưa vào cung. Minh Đế cũng lập vợ mình làm hoàng hậu.
Vương Đôn không suy nghĩ nhiều về vị hoàng đế mới và âm mưu đoạt ngôi. Vào mùa hè năm 323, Minh Đế triệu Vương Đôn đến kinh thành, song thực tế là Vương đã không đến đó mà di chuyển từ bản doanh Vũ Xương (武昌, tại Ngạc Châu, Hồ Bắc) đến Cô Thục (姑孰, nay thuộc Mã An Sơn, An Huy), gần kinh thành hơn. Khi Minh Đế bổ nhiệm Si Giám (郗鑒) làm chỉ huy quân sự tại Hợp Phì, vị trí ở phía sau Vương, Vương chống lại, và Minh Đế buộc phải triệu hồi Si Giám.
Năm 324, Vương Đôn bị bệnh, và trở nên quyết tâm trong việc lật đổ nhà Tấn và khi đó con trai nuôi của ông ta là Vương Ứng (王應) có thể trở thành hoàng đế. Ông cũng coi Ôn Kiệu là một trợ thủ tin tưởng, song Ôn lại trung thành với Minh Đế và đã về Kiến Khang báo cho Minh Đế kế hoạch của Vương, cũng như việc Vương bị ốm. Vương Đạo, cũng là người trung thành với Minh Đế, sau đó nói dối với quân triều đình rằng Vương Đôn đã chết để tăng thêm tình thần cho họ, Minh Đế đã củng cố quân đội bằng cách cho binh sĩ chiến đấu thử nghiệm ở biên giới phía bắc với Hậu Triệu rồi trở về kinh thành. Vương Đôn sau đó cử quân đông tiến về Kiến Khang, cầm quân là Vương Hàm (王含, cha ruột của Vương Ứng) và Tiền Phượng (錢鳳), song không thể đánh bại một cách dứt khoát quân triều đình. Quân triều đình sau đó tấn công và đánh bại Vương Hàm. Vương Đôn sau khi nghe tin thất bại ban đầu này đã chết. Quân triều đình sau đó đánh bại hoàn toàn quân của Vương Hàm, buộc Vương Hàm và Vương Ứng phải chạy trốn, song họ đã bị người anh em của Vương Đôn là Vương Thư (王舒) bắt giữ, Vương Thư đã cho dìm chết hai người này để tỏ lòng trung thành của mình.
Năm 325, Minh Đế ban thụy hiệu cho các quan đã chết trong tay của Vương Đôn trong suốt các năm ông ta chi phối triều đình với tước hiệu và danh hiệu. Ông cũng phong cho Đào Khản, được biết đến với tài quân sự và quản trị, phụ trách hầu hết các lãnh địa cũ của Vương Đôn, bao gồm cả Kinh Châu (荊州, Hồ Bắc ngày nay).
Vào mùa thu năm 325, Minh Đế phát bệnh. Ông giao phó cho con trai bốn tuổi của mình, Diễn Thái tử, cho một nhóm đại thần, bao gồm Tư Mã Dạng (司馬羕, Vương Đạo, Biện Khổn (卞壼), Si Giám, Dữu Lượng, Lục Diệp (陸瞱), và Ôn Kiệu, có lẽ với ý định rằng việc này sẽ giúp cân bằng quyền lực. Ông qua đời khi chỉ mới 26 tuổi. Thế cân bằng quyền lực mà ông để lại nhanh chóng bị phá vỡ, tuy nhiên, Dữu Hoàng thái hậu đã trở thành người nhiếp chính, và anh trai của bà là Dữu Lượng trở thành vị đại thần có quyền lực tối thượng, cuối cùng Tô Tuấn và Tổ Ước (祖约) đã tiến hành nổi loạn gây tổn hại cho Đông Tấn trong nhiều năm.